# Cornell Dupree
Cornell Dupree (Fort Worth, 19 december 1942 – aldaar, 8 mei 2011) was een Amerikaanse gitarist. Hij werkte als sessiemuzikant mee aan meer dan 2500 opnamesessies op het gebied van de popmuziek, de souljazz, fusion en r&b.

## Biografie
Cornell Dupree speelde op 20-jarige leeftijd in de r&b-band van King Curtis. Kort daarna begon hij te werken als sessiemuzikant voor Brook Benton (Rainy Night in Georgia) en artiesten als Lou Rawls, Paul Simon, Barbra Streisand, Harry Belafonte, Lena Horne, Roberta Flack, Joe Cocker, Michael Bolton en Mariah Carey. Dupree behoorde ook tot de tourneeband van Aretha Franklin van 1967 tot 1976 en verscheen op talloze albums van het jazz, souljazz, funk en fusiongenre, zoals bij Carla Bley (Diner Music), Billy Cobham (Total Eclipse), Hank Crawford, The Crusaders, Miles Davis (Red China Blues, 1973, op Get Up With It), Les McCann (Invitation to Openess), Eddie Harris, Freddie King, Rahsaan Roland Kirk (Blacknuss, 1971), Herbie Mann en Esther Phillips, meestal bij Atlantic Records, verder als orkestlid bij bigbandproducties van Bobby Hutcherson, Elvin Jones, Grant Green (Blue Breakbeats), Grover Washington jr. en Bernard Purdie. Met de drummer nam Dupree in 1974 het album Teasin’ op onder zijn eigen naam, gevolgd door Saturday Night Fever (1977) en Shadow Dancing (1978). Gedurende deze tijd maakte hij deel uit van de studioband Stuff, die onder contract stond bij Warner Bros. Records en nam vier albums op. Vanaf eind jaren 1980 nam Dupree nog enkele jazzalbums op. Zijn lp Coast to Coast (1988) werd genomineerd voor een Grammy Award. In 2006 trad hij op in Wenen met Les McCann en saxofonist Ronnie Cuber in de all-star band The Soul Survivors.

## Overlijden
Cornell Dupree overleed in mei 2011 op 68-jarige leeftijd.

## Discografie
- 1991: Can't Get Through
- 1992: Uncle Funky
- 1993: Child's Play
- 1994: Bop 'n' Blues

- Biblioteca Nacional de España: XX1574755
- Bibliothèque nationale de France: cb13927196c (data)
- CiNii: DA16748074
- Gemeinsame Normdatei: 134363531
- International Standard Name Identifier: 0000 0001 1948 1359
- Library of Congress Control Number: no91017041
- MusicBrainz: 8aa960c9-1ac3-47d5-8a16-da2df82b9748
- Nederlandse Thesaurus van Auteursnamen: 317751433
- Système universitaire de documentation: 15666058X
- Virtual International Authority File: 32185823
- WorldCat: E39PBJfxcrpDjWP79b67dbQ8YP